# Commissie-Posthumus
De commissie-Posthumus was een onderzoekscommissie van het Openbaar Ministerie onder voorzitterschap van advocaat-generaal Frits Posthumus, die in 2005 werd ingesteld door het College van procureurs-generaal om de toedracht van de justitiële dwaling te onderzoeken in de strafzaak van de zogeheten Schiedammer parkmoord.
Op 22 juni 2000 werd de tienjarige Nienke Kleiss in het Beatrixpark in Schiedam om het leven gebracht. Haar elfjarige vriendje Maikel, met wie zij in het park aan het spelen was, werd neergestoken. Dit misdrijf wordt doorgaans als de "Schiedammer parkmoord" aangeduid, hoewel de dader is veroordeeld voor doodslag, dus niet voor moord.
Voor de doodslag op Nienke en het neersteken van Maikel werd eerst de verkeerde persoon veroordeeld:  
Cees B. heeft na een aanvankelijke valse bekentenis steeds volgehouden onschuldig te zijn. 
Door een bekentenis van Wik H. werd na vier jaar duidelijk dat Cees B. het niet gedaan kon hebben. Hij heeft ruim vier jaar vastgezeten.
Deze justitiële dwaling leidde tot veel commotie en een kritische evaluatie van het werk van politie, justitie en de rechterlijke macht.
Na de presentatie van het rapport van de commissie in september 2005 werd besloten tot het instellen van de Commissie evaluatie afgesloten strafzaken, ook bekend als commissie-Posthumus-II, die ook zelf andere justitiële dwalingen kon onderzoeken.

## Aanleiding
Door publicaties in media en een volledige bekentenis door een ander persoon, augustus–oktober 2004, werd duidelijk dat de veroordeling in de Schiedammer moordzaak een gerechtelijke dwaling was. Deze (waarschijnlijke) dwaling was bekend bij enkele instituten zoals het NFI.

## Instelling
In januari 2005 besloot het College van procureurs-generaal de gang van zaken te laten onderzoeken rondom de veroordeling van Cees B. in de zaak van de Schiedammer parkmoord.
Met dit evaluatieonderzoek, dat geleid werd door advocaat-generaal F. Posthumus van het ressortparket in Amsterdam, wilde dit college laten vaststellen hoe de waarheidsvinding in de geruchtmakende zaak was verlopen. Het college wilde mogelijk lering uit het onderzoek trekken "ter verhoging van de kwaliteit van de opsporing en vervolging".
Onderzocht zou worden wat er tijdens het opsporingsonderzoek en de vervolging precies was gebeurd met het bewijsmateriaal. Ook zou de behandeling van de zaak voor de rechtbank in Rotterdam en bij het gerechtshof in Den Haag worden onderzocht, waar tweemaal achtereen de verdachte B. schuldig werd bevonden aan feiten die hij desalniettemin niet had gepleegd. In het onderzoek zou echter niet de rol van de rechters aan de orde komen. Evenmin was het de bedoeling dat Posthumus op zoek zou gaan naar zondebokken.
Posthumus zou worden bijgestaan door twee externe deskundigen: Y. Buruma, hoogleraar aan de Radboud Universiteit in Nijmegen, en A. de Vries, voormalig plaatsvervangend korpschef van de politieregio Gelderland-Midden. Ook een team van politiemensen die deel uitmaakten van het voormalig Landelijk Team Kindermoord (LTK) zouden bij het evaluatierapport worden betrokken.
Zowel de politie Rotterdam-Rijnmond als het parket Rotterdam waren inmiddels reeds gestart met een evaluatieonderzoek, dat met het instellen van dit onderzoek werd gestaakt. De bevindingen tot dusver werden overhandigd aan Posthumus. De Raad voor de Rechtspraak zag geen aanleiding om de rol van de betrokken rechters onder de loep te nemen, zo liet een woordvoerster weten. "Rechters oordelen op basis van dossiers van justitie."
Spong en Taekema, de advocaten van B., die naar het zich liet aanzien ten onrechte voor de dader was gehouden, juichten het onderzoek van het OM toe, maar volgens hen was het niet genoeg. Spong: "Het is een beetje slap om voor het onderzoek begint al te zeggen dat er niet gezocht wordt naar zondebokken. Er zijn hoogst ernstige fouten gemaakt en op deze manier wordt de aansprakelijkheid van betrokkenen bij voorbaat al afgedekt".

## Rapport
Uit het in september 2005 gepresenteerde onderzoeksrapport van de commissie-Posthumus naar de rol van het Openbaar Ministerie bleek dat bij de opsporing naar de Schiedammer parkmoord reeds vanaf de eerste dag ernstige fouten waren gemaakt. Het rapport werd door advocaat-generaal F. Posthumus aangeboden aan Harm Brouwer, de voorzitter van het College van procureurs-generaal. Deze erkende dat het OM "onmiskenbaar fouten" had gemaakt en dat er "heel veel" was misgegaan, met ernstige gevolgen. Volgens hem was uit het onderzoek echter niet gebleken dat het OM "te kwader trouw of bewust verkeerd" zou hebben gehandeld.
Het politieonderzoek was volgens Posthumus "niet erg gestructureerd" verlopen: "Het heeft daarbij in het begin ontbroken aan een goede tactische planning." Posthumus constateerde dat er na de bekentenis van B. onvoldoende rekening was gehouden met de mogelijkheid dat hij ten onrechte had bekend.
- Op de avond van 22 juni 2000 waren alle hulpdiensten reeds in het Prinses Beatrixpark aanwezig; en daar liep het reeds mis: uit het rapport bleek dat op de plaats delict onvoldoende sporen waren veiliggesteld die informatie hadden kunnen geven over het misdrijf en de mogelijke dader. Ook al bleek meteen dat er bij het misdrijf veel bloed had gevloeid, er werd géén speurhond ingezet, om bijvoorbeeld te zoeken naar een bebloed mes. De grootste misser, stelde het rapport, was dat het lichaam van Nienke niet ter pláátse reeds werd onderzocht door forensisch deskundigen. De technische recherche besloot het lichaam in een lijkenzak te stoppen en over te brengen naar het mortuarium. Daar werd het in een onbeveiligde koelruimte gelegd. Een ontroerde medewerkster van het mortuarium zou haar daar nog uit hebben gehaald, haar over haar wang hebben gestreken, en een beertje naast de lijkzak hebben gelegd. Hierdoor was gevaar van contaminatie ontstaan (vervuiling van de sporen).
- Pas de volgende dag werd het lichaam overgebracht naar het Nederlands Forensisch instituut. Daar schrok men. Door het vrijgekomen vocht waren de sporen op Nienkes lichaam "vermengd, gecontamineerd, of verdwenen". De grote les, zo concludeerde advocaat-generaal Posthumus, die het NFI en de politie daaruit hadden getrokken, was dat bij dergelijke moorden direct een deskundige het lichaam ter plaatse diende te onderzoeken.
- Maikel sprak kort na de moord op zijn vriendinnetje met twee politieambtenaren. Het eerste officiële verhoor vond echter een dag later plaats, in het ziekenhuis. Zijn verwondingen waren echter nooit door een forensisch deskundige onderzocht, wat later cruciaal zou blijken. Bij een aantal politieagenten leefde namelijk de gedachte dat Maikel niet het slachtoffer zou zijn, maar zelf de dader. Posthumus: "Ze vonden dat Maikel zo weinig emoties toonde als hij vertelde wat er gebeurd was." De agenten vermoedden dat Maikel verzweeg dat hij met Nienke een seksspelletje speelde in het park en daarbij werd gestoord. Dat was niet zo. Maikels verklaringen waren, zegt Posthumus, altijd redelijk consistent geweest.
- Aan Maikel was nooit officieel meegedeeld dat hij zelf verdacht werd. Hij heeft nooit de volgens het Wetboek van Strafvordering vereiste cautie ontvangen, waarbij een verdachte door de politie dient te worden gewezen op zijn recht te zwijgen.
- Posthumus noemde de manier waarop Maikel vervolgens wekenlang werd verhoord "onfatsoenlijk", "onbehoorlijk" en "onbegrijpelijk". Een van de twee adviseurs van Posthumus was hoogleraar strafrecht Ybo Buruma van de Radboud Universiteit Nijmegen. Hij had de videobanden van de verhoren "met een brok in zijn keel" bekeken. "Een agent ging op zijn rug zitten en greep hem bij zijn keel. Dat heb ik zelfs bij een volwassen verdachte nog nooit gezien." De psycholoog die aanwezig was bij de verhoren, om de belangen van de minderjarige Maikel te bewaken, had geen enkele keer ingegrepen. Posthumus noemde dat "verbijsterend". Procureur-generaal Brouwer bood na aanvaarding van het rapport expliciet zijn excuses aan Maikel en zijn familie.
- Pas halverwege augustus was B. in beeld gekomen als verdachte. Ook hij was eerst getuige. B. had eerdere pedoseksuele delicten gepleegd, onder andere bij de zoon van een politieman, en hij zou een extreem meegaande persoon zijn. Hij "bekende" twee keer. Volgens Posthumus waren er echter géén aanwijzingen dat er bij de verhoren waaraan hij werd onderworpen "ontoelaatbare druk" op hem was uitgeoefend.
- Sinds B. "bekende" ontstond bij politie en justitie tunnelvisie of confirmation bias: er was onvoldoende oog voor ontlastend materiaal, zoals het feit dat het uiterlijk van B. niet overeenkwam met het signalement dat Maikel had gegeven van de dader (puistig en wit gezicht), en ook het feit dat er noch op de plaats van het delict noch op het lichaam en kleding van Nienke ook maar enig DNA-spoor van B. was aangetroffen.
- Dat vonden de medewerkers van het NFI ook opvallend. Kort na het delict in juni 2000 konden zij geen sporen isoleren. Later begin 2001 waren ze met een nieuwe, experimentele techniek daartoe wel in staat. Er werden toen zeven gebrekkige sporen gevonden. Een onderzoeker meende toen een duidelijk spoor te zien van "een derde man, niet zijnde B." De (meer ervaren) deskundige twijfelde ook, maar vond het "te weinig wetenschappelijk verantwoord" om zijn persoonlijke bedenkingen in zijn rapport aan het OM te vermelden.
- Wel zou er twee keer met justitie zijn gesproken over de twijfels van de NFI'ers: eerst nadat B. al was veroordeeld door de rechtbank en vervolgens met advocaat-generaal Renckens, vlak voordat het hoger beroep in de zaak zou dienen bij het gerechtshof in Den Haag. Volgens Posthumus veronderstelden de NFI-medewerkers na afloop van dat gesprek dat de advocaat-generaal bij het gerechtshof vrijspraak zou eisen. Dat gebeurde echter niet. Renckens had een aantal inconsequenties uit het dossier gehaald. "Zij vond dat er wel voldoende wettig bewijs tegen hem was, maar had nog niet de overtuiging dat hij de dader was." Toch was ze dat uiteindelijk wel gaan denken. Posthumus: "Haar overtuiging won het van de feiten." Medeonderzoeker Buruma: "Ze vond de onverdraaglijk dat hij het wel had gedaan en er dan niet voor werd gestraft."

Niet alleen werd bij het onderzoek naar de Schiedammer parkmoord onzorgvuldig gehandeld jegens de aanvankelijke verdachte B., ook werd het toentertijd elfjarige jongetje Maikel op harde wijze door de politie verhoord, waarbij interne richtlijnen van de politie werden overschreden, en had de begeleider van Maikel, "deskundige 2" Ruud Bullens, bijzonder hoogleraar forensische kinderpsychologie, vertrouwelijke gesprekken met Maikel opgenomen en doorgegeven aan de politie. Hiermee schond hij zijn beroepsgeheim.
Bullens kreeg harde kritiek voor zijn rol als deskundige. Mede onder zijn invloed zouden politie en justitie de verklaringen van de belangrijkste getuige, Maikel, in twijfel hebben getrokken waardoor B. uiteindelijk ten onrechte in de gevangenis belandde.
Bullens werd voor vrijwel alle ernstige misdrijven waarbij kinderen betrokken waren, door politie en justitie gevraagd als deskundige. Hij begeleidde ook de studioverhoren van de elfjarige Maikel. Bullens verklaarde naar aanleiding van de aantijgingen in het rapport: "Ik heb bewust niet ingegrepen tijdens de verhoren. Maikel was ertegen opgewassen. Ingrijpen zou voor zo'n bijzonder kind veel traumatischer zijn geweest. Hij wilde het zelf afhandelen, ik moest hem die ruimte geven."
De Rotterdamse politie had verklaard er "welbewust" voor te hebben gekozen Maikel als (mede)verdachte te horen. "Die zware conclusie werd gebaseerd op de uitgesproken mening van deskundige 2, die van mening was dat Maikel een groot geheim bij zich droeg." Dat was de reden en de rechtvaardiging om Maikel bij herhaling stevig aan te pakken.
Na het verschijnen van het rapport van de commissie-Posthumus begon Bullens een lange strijd om zich van alle blaam te zuiveren.
Hij hield vol juist correct te hebben gehandeld en spande een procedure aan tegen de Staat en advocaat-generaal Frits Posthumus, die de commissie leidde die het onderzoek deed naar fouten die door politie en justitie waren gemaakt.
Bullens was verweten dat hij op de stoel van de recherche was gaan zitten, Maikels verklaringen niet geloofde en het door het kind opgegeven signalement van de dader als onzin afdeed. Daarnaast greep Bullens niet in toen rechercheurs hardhandig met Maikel naspeelden hoe het jongetje was belaagd door de dader.
De vader van Maikel had zelfs diverse pogingen gedaan Bullens te bewegen tot een aanbieden van verontschuldigingen.

## Debat
De Tweede Kamer wilde na de presentatie van het rapport zo snel mogelijk een volwaardig debat voeren met minister Donner (Justitie, CDA). De minister onderschreef de conclusies van de onderzoeker en stelde in een brief aan de Kamer een "verbeterprogramma" voor, waarmee de aanbevelingen van Posthumus reeds in 2006 zouden kunnen worden uitgevoerd.
Tweede Kamerlid Van Haersma Buma (CDA) verklaarde dat het van belang was dat er geen sprake zou zijn geweest van het opzéttelijk achterhouden van informatie door het OM. Kamerlid Weekers (VVD) vroeg zich af of Donner gelijk had dat de opeenstapeling van fouten "uitzonderlijk" zou zijn. De PvdA vond dat het te vroeg was voor een politiek oordeel, maar dat er wel sprake was van een buitengewoon ernstige zaak die snelle parlementaire behandeling noodzakelijk zou maken.